# Хлорид гексаамминкобальта(II)
Хлорид гексаамминкобальта(II) — неорганическое соединение, комплексный аммин соли металла кобальта и соляной кислоты с формулой [Co(NH3)6]Cl2, светло-красные кристаллы, растворимые в воде в присутствии гидрата аммиака.

## Получение
- Действие газообразного аммиака на хлорид кобальта(II):

{\displaystyle {\mathsf {CoCl_{2}+6NH_{3}\ {\xrightarrow {\tau }}\ [Co(NH_{3})_{6}]Cl_{2}}}}
- Растворение хлорида кобальта(II) в концентрированном растворе аммиака:

{\displaystyle {\mathsf {CoCl_{2}+6(NH_{3}\cdot H_{2}O)\ {\xrightarrow {\tau }}\ [Co(NH_{3})_{6}]Cl_{2}\downarrow +6H_{2}O}}}

## Физические свойства
Хлорид гексаамминкобальта(II) образует светло-красные кристаллы кубической сингонии, пространственная группа F m3m, параметры ячейки a = 1,0120 нм, Z = 4.
Водные растворы устойчивы в присутствии аммиака. Растворы окрашены в розовый цвет.
Плохо растворяется в концентрированном растворе аммиака.

## Химические свойства
- Разлагается при нагревании:

{\displaystyle {\mathsf {[Co(NH_{3})_{6}]Cl_{2}\ {\xrightarrow {65^{o}C,vacuum}}\ [Co(NH_{3})_{2}Cl_{2}]+4NH_{3}}}}
{\displaystyle {\mathsf {[Co(NH_{3})_{6}]Cl_{2}\ {\xrightarrow {150^{o}C}}\ CoCl_{2}+6NH_{3}}}}
- Реагирует с кислотами:

{\displaystyle {\mathsf {[Co(NH_{3})_{6}]Cl_{2}+6HCl\ {\xrightarrow {}}\ CoCl_{2}+6NH_{4}Cl}}}
- Реагирует с щелочами:

{\displaystyle {\mathsf {[Co(NH_{3})_{6}]Cl_{2}+2NaOH+6H_{2}O\ {\xrightarrow {}}\ Co(OH)_{2}\downarrow +2NaCl+6(NH_{3}\cdot H_{2}O)}}}
- Во влажном состоянии медленно окисляется кислородом воздуха:

{\displaystyle {\mathsf {4[Co(NH_{3})_{6}]Cl_{2}+O_{2}+2H_{2}O\ {\xrightarrow {\tau }}\ 4[Co(NH_{3})_{6}]Cl_{2}(OH)}}}
- Окисляется перекисью водорода:

{\displaystyle {\mathsf {2[Co(NH_{3})_{6}]Cl_{2}+2H_{2}O_{2}\ {\xrightarrow {}}\ 2[Co_{2}(NH_{3})_{10}(O_{2})]Cl_{4}+2(NH_{3}\cdot H_{2}O)}}}